# Petar Petrović
Petar Petrović, född 15 september 1995 i Malmö, är en svensk fotbollsspelare som spelar för amerikanska El Paso Locomotive.

## Klubbkarriär

### Tidiga år
Petrović moderklubb är Arlövs BI, där han började spela som sexåring. Han lämnade sin moderklubb sommaren 2010 och gick till Malmö FF. Han gjorde två mål när MFF:s U17-lag vann SM-finalen 2012 mot IF Elfsborg med 3–2. Han vann dubbla SM-guld den säsongen, både med U17-laget och U21-laget.

### Malmö FF
Den 30 november 2012 skrev Petrović på lärlingskontrakt med MFF, hans första kontrakt med A-laget.
Han gjorde sin debut i Allsvenskan för Malmö FF i en bortamatch mot Syrianska FC på Södertälje Fotbollsarena den 20 juni 2013. Den 24 mars 2014 skrev Petrović på ett nytt fyraårskontrakt med MFF. Han lånades under 2014 ut till serbiska Radnički Niš. Den 31 mars 2015 lånades Petrović ut till Superettan-klubben IFK Värnamo fram till sommaren. Efter säsongen 2015 fick Petrović lämna MFF.

### Ängelholms FF, IFK Värnamo och IF Brommapojkarna
I mars 2016 värvades Petrović av Ängelholms FF och spelade under sin debutsäsong 29 matcher för klubben. I januari 2017 flyttade Petrović till IFK Värnamo. I premiärmatchen av Superettan 2017 gjorde Petrović två mål och en assist i en 4–0-vinst över Åtvidabergs FF.
Den 13 november 2017 värvades Petrović av IF Brommapojkarna, där han skrev på ett treårskontrakt.

### Radnički Niš och Västerås SK
I december 2018 värvades Petrović av serbiska Radnički Niš.
I juli 2019 återvände han till Sverige och skrev på ett halvårskontrakt med Västerås SK. Efter säsongen 2019 lämnade Petrović klubben.

### Östers IF
Den 2 december 2019 värvades Petrović av Östers IF, där han skrev på ett ettårskontrakt med option på ytterligare ett år. Petrović spelade 25 ligamatcher och gjorde åtta mål under säsongen 2020.

### Trelleborgs FF
I januari 2021 värvades Petrović av Trelleborgs FF, där han skrev på ett tvåårskontrakt med option på ytterligare ett år. I november 2021 råkade Petrović ut för en korsbandsskada.

### El Paso Locomotive
I januari 2023 skrev Petrović på för amerikanska El Paso Locomotive.

### Östers IF (andra perioden)
I augusti 2024 skrev Petrović på för Östers IF igen, den här gången ett kontrakt på ett år med en option på ytterligare ett år.